# Montague Rhodes James
Montague Rhodes James (M. R. James) (1. srpna 1862, Goodnestone, Kent – 12. června 1936, Eton, Berkshire) byl anglický povídkář, paleograf a mediavelista, zakladatel tradice anglických duchařských příběhů.

## Život
M. R. James se narodil roku 1862 v obci Goodnestone poblíž Canterbury v anglickém hrabství Kent jako nejmladší ze čtyř dětí reverenda Herberta Jamese. Když mu byly tři roky, odstěhoval se s rodiči do vesnice Great Livermere v hrabství Suffolk, ležící těsně vedle města Bury St Edmunds. Tento kraj a jeho církevní architektura výrazně poznamenaly jeho dospělou tvorbu.
Roku 1873 byl poslán do přípravné školy Temple Grove v East Sheenu (předměstí Londýna) a roku 1876 začal studovat na prestižní chlapecké střední škole Eton College, kde patřil k nejlepším studentům. Po jejím absolvování roku 1882 pokračoval ve studiu na King's College Univerzity v Cambridgi, kde graduoval roku 1886 s diplomovou prací na téma apokryfu z 2. století Petrova apokalypsa. Zajímal se také o archeologii a postupně se stal se všeobecně uznávaným klasickým paleografem a mediavelistou se zaměřením na středověké rukopisy.
Během univerzitního studia se rozhodl, že se nestane duchovním jako jeho otec, ale že zůstane v akademickém prostředí. Do roku 1918 učil jako pedagog na King's College, od roku 1905 jako její děkan. V letech 1893 až 1908 zastával také funkci ředitele ve Fitzwilliamově muzeu umění a starožitností v Cambridgi Roku 1918 přijal místo ředitele v Eton College a zde pak působil až do své smrti v roce 1936.

## Dílo

### Odborné práce
I když je M. R. James znám především jako autor strašidelných příběhů, jsou jeho odborné práce ve vědeckých kruzích dodnes vysoce ceněné. Vydal například katalogy veškerých rukopisů uložených v knihovnách v Cambridgi doplněné obsáhlými komentáři, publikoval mnoho článků i knih o středověkém výtvarném umění, architektuře a literatuře, přeložil novozákonní apokryfy a přispěl rovněž hesly do biblické encyklopedie Encyclopaedia Biblica (1899–1903). Jako ředitel Fitzwilliamova muzea se zasloužil o získání mnoha starobylých rukopisů a uměleckých děl, včetně několika portrétů od italského malíře Tiziana. Za svou práci obdržel čestný doktorát na Cambridgeské a Oxfordské univerzitě a roku 1930 britský Řád za zásluhy (Order of Merit).

### Strašidelné příběhy
Beletristické tvorbě se M. R. James začal věnovat až po třicítce. Jako příspěvek k vánočním oslavám v elitním cambridgeském klubu Tlachálků (Chit-Chat Club) začal psát duchařské a strašidelné povídky, které vydal až na nátlak svých přátel. Vyznačují se obsahovou růzností a vycházejí ze stylu tradičního anglického gotického románu. Některé z nich vypráví mrazivé příběhy o duších zemřelých bloudících hřbitovy, jiné obsahují popisy děsivých tajemství starých rukopisů či tajuplná odhalení dávných zločinů. Velké působivosti svých příběhů autor dosahoval tím, že v nich nejprve popisoval každodenní všední život, v němž se postupně začaly objevovat nadpřirozené prvky. Mnoho jeho povídek se odehrává v univerzitním prostředí, které důvěrně znal.
M. R. James byl velkou inspirací po řadu dalších autorů. K jeho odkazu se hlásil například Howard Phillips Lovecraft, který jej označil za mistra „děsu a obludné vize“.

### Odborné práce
- Apocrypha Anecdota (dva svazky, 1893 a 1897), sbírka apokryfních knih a fragmentů.
- A Descriptive Catalogue of the Manuscripts in the Fitzwilliam Museum (1895).
- A Descriptive Catalogue of the Manuscripts in the Library of Jesus College (1895).
- A Descriptive Catalogue of the Manuscripts in the Library of Peterhouse (1899).
- The Western Manuscripts in the Library of Emmanuel College (1904).
- The Western Manuscripts in the Library of Trinity College (1904).
- A Descriptive Catalogue of the Manuscripts in the Library of Pembroke College (1905).
- A Descriptive Catalogue of the Manuscripts in the Library of Gonville and Caius College (1907).
- A Descriptive Catalogue of the Manuscripts in the Library of Corpus Christi College, Cambridge (1912)
- A Descriptive Catalogue of the Manuscripts in the Library of St John's College, Cambridge (1913).
- A Descriptive Catalogue of the McClean Collection of Manuscripts in the Fitzwilliam Museum (1913).
- The Biblical Antiquities of Philo (1917, Pseudo-Filónovy biblické starožitnosti).
- Henry the Sixth: A Reprint of John Blacman's Memoir (1919, Jindřich VI.), reprint latinských pamětí Johna Blacmana s překladem a poznámkami.
- The Wanderings and Homes of Manuscripts (1919, Kam a kudy putovaly rukopisy).
- The Lost Apocrypha of the Old Testament (1920, Ztracené apokryfy Starého zákona).
- A Descriptive Catalogue of the Library of Samuel Pepys (1923).
- The Apocryphal New Testament (1924, Novozákonní apokryfy).
- Lists of manuscripts formerly in Peterborough Abbey library: with preface and identifications (1926).
- The Apocalypse in Art (1927, Apokalypsa v umění).
- The Bestiary: Being a Reproduction in Full of the Manuscript Ii.4.26 in the University Library, Cambridge (1928).
- New and Old at Cambridge (1932, Staré a nové v Cambridgi).

### Průvodce
- Abbeys (1926, Opatství).
- Suffolk and Norfolk (1930, Suffolk a Norfolk).

### Eseje a stati
- Ghost Stories (1880, Strašidelné povídky), esej M. R. James napsal ještě jako žák Eton College.
- Stories I Have Tried to Write (1929, Příběhy, které jsem se pokoušel sepsat), stať.
- Some Remarks on Ghost Stories (1929, Pár poznámek o strašidelných povídkách), esej vydaná v magazínu The Bookman Christmas Issue.
- Ghosts – Treat Them Gently! (1931, Pozor, duchové! Zacházejte s nimi opatrně), stať vydaná v deníku The Evening News.[8]

### Strašidelné příběhy
České názvy jednotlivých povídek jsou převzaty ze souborného vydání Strašidelných spisů M. R. Jamese (dva svazky, vydalo nakladatelství Plus v Praze roku 2013 a 2014).
- Ghost Stories of an Antiquary (1904, Strašidelné příběhy sběratele starožitností), kniha obsahuje tyto povídky:
  - Canon Alberic's Scrap-Book (Podivná sbírka kanovníka Alberika), povídka vznikla již roku 1894 a roku 1895 byla vydána časopisecky.
  - Lost Hearts (Ztracená srdce), vznik 1893, časopisecky 1895.
  - The Mezzotint (Mezzotinta),
  - The Ash-tree (Jasan),
  - Number 13 (Číslo 13),
  - Count Magnus (Hrabě Magnus)
  - Oh, Whistle, and I'll Come to You, My Lad (Jen hvízdni, chlapče, a já přiběhnu)
  - The Treasure of Abbot Thomas (Poklad opata Tomáše)
- More Ghost Stories (1911, Další strašidelné povídky):
  - A School Story (Stalo se ve škole), vznik 1906.
  - The Rose Garden (Růžová zahrada),
  - The Tractate Middoth (Traktát Midot),
  - Casting the Runes (Magická síla run),
  - The Stalls of Barchester Cathedral (Kůr v bachtesterské katedrále), časopisecky 1910.
  - Martin's Close (Martinův korec),
  - Mr. Humphreys and his Inheritance (Pan Humpreys a jeho dědictví)
- A Thin Ghost and Others (1919, Hubený duch a jiní).
  - The Residence at Whitminster (Děkanský dům ve Whitminsteru),
  - The Diary of Mr Poynter (Deník pana Poyntera)
  - An Episode of Cathedral History (Z dějin jedné katedrály), vznik 1913, časopisecky 1914.
  - The Story of a Disappearance and an Appearance (Jak zmizel a byl nalezen strýc Henry), časopisecky 1913.
  - Two Doctors (Dva lékaři).
- A Warning to the Curious and Other Ghost Stories (1925, Výstraha zvědavcům a další strašidelné povídky):
  - The Haunted Dolls' House (Strašidelný domeček pro panenky), časopisecky 1923.
  - The Uncommon Prayer-Book (Neobyčejná modlitební kniha), časopisecky 1921.
  - A Neighbour's Landmark (Mezník), časopisecky 1924.
  - A View from a Hill (Pohled z kopce), časopisecky 1925.
  - A Warning to the Curious (Výstraha zvědavcům), časopisecky 1925.
  - An Evening's Entertainment (Večerní vyprávění).
- Wailing Well (1928, Sténající studna), černým humorem prodchnutá povídka napsaná pro čtení u táborového ohně skautského oddílu při Eton College.
- The Collected Ghost Stories of M. R. James (1931, Sebrané strašidelné povídky M. R. Jamese), kniha obsahuje všechny povídky obsažené v předcházejících čtyřech svazcích, dále povídku Wailing Well (Sténající studna) a také tři nové příběhy:
  - There was a Man Dwelt by a Churchyard (Byl jednou jeden muž, jenž bydlel u hřbitova), časopisecky 1924.
  - Rats (Krysy), časopisecky 1929,
  - After Dark in the Playing Fields (Po setmění na Zápolištích), časopisecky 1924.
- The Experiment: A New Year’s Eve Ghost Story (Experiment: Silvestrovská povídka s duchy), časopisecky 1930, povídka nebyla zařazena do Sebraných strašidelných povídek.
- The Malice of Inanimate Objects (Záludnost neživých předmětů), časopisecky 1933.
- A Vignette (Viněta), časopisecky posmrtně 1936.
- A Night in King's College Chapel (Noc v kapli Královské koleje), časopisecky až roku 1985.
- The Fenstanton Witch (Čarodějnice z Fenstantonu), časopisecky až roku 1990.
- Speaker Lenthall's Tomb (Hrobka Williama Lethalla), vydáno až roku 1999.[8]

### Dětská literatura
- The Five Jars (1922, Pět džbánků), pohádka líčící objev několika džbánků s čarovnými mastmi, s jejichž pomocí se otevírají skryté říše zvířat a kouzelných bytostí.

## Filmové a televizní adaptace
- The Lost Will of Dr. Rant (1951), třicátá sedmá epizoda třetí řady amerického televizního seriálu Lights Out natočení podle povídky The Tractate Middoth, režie Laurence Schwab Jr., v hlavní roli Leslie Nielsen.
- Night of the Demon (1957), britský film podle povídky Casting the Runes, režie Jacques Tourneur.
- The Tractate Middoth (1966), pátá epizoda první řady britského televizního seriálu Mystery and Imagination, režie Kim Mills.
- Lost Hearts (1966), šestá epizoda první řady britského televizního seriálu Mystery and Imagination, režie Robert Tronson.
- Room 13 (1966), první epizoda druhé řady britského televizního seriálu Mystery and Imagination bnatočená podle povídky Number 13, režie Patrick Dromgoole.
- Casting the Runes (1968), první epizoda třetí řady britského televizního seriálu Mystery and Imagination, režie Alan Cooke.
- Whistle and I'll Come to You (1968), epizoda z britského televizního seriálu Omnibus, režie Jonathan Miller.
- The Stalls of Barchester (1971), britský televizní film, režie Lawrence Gordon Clark.
- A Warning to the Curiousr (1972), britský televizní film, režie Lawrence Gordon Clark.
- Lost Hearts (1973), britský televizní film, režie Lawrence Gordon Clark.
- The Treasure of Abbot Thomas (1974), britský televizní film, režie Lawrence Gordon Clark.
- The Ash Tree (1975), britský televizní film, režie Lawrence Gordon Clark.
- Mr. Humphreys and His Inheritance (1976), britský televizní film, režie Tony Scull.
- Casting the Runes (1979), epizoda z britského televizního seriálu ITV Playhouse, režie Lawrence Gordon Clark.
- The Diary of Mr. Poynter (1980), epizoda z britského televizního seriálu Spine Chillers.
- A School Story (1980), epizoda z britského televizního seriálu Spine Chillers.
- The Mezzotint (1980), epizoda z britského televizního seriálu Spine Chillers.
- The Rose Garden (1986), epizoda z britského televizního seriálu Classic Ghost Stories, režie David Bell.
- Oh, Whistle, and I'll Come to You, My Lad (1986), epizoda z britského televizního seriálu Classic Ghost Stories, režie David Bell.
- Wailing Well (1986), epizoda z britského televizního seriálu Classic Ghost Stories, režie David Bell.
- The Ash-Tree (1986), epizoda z britského televizního seriálu Classic Ghost Stories, režie David Bell.
- The Mezzotint (1986), epizoda z britského televizního seriálu Classic Ghost Stories, režie David Bell.
- La chiesa (1989), italský film podle povídky The Treasure of Abbot Thomas, režie Michele Soavi.
- Ghost Stories for Christmas (2000), britský televizní seriál obsahující epizody The Stalls of Barchester, The Ash Tree, Number 13' a A Warning to the Curious, režie Eleanor Yule.
- A View from a Hill (2005), britský televizní film, režie Luke Watson.
- Number 13 (2006), britský televizní film, režie Pier Wilkie.
- Lost Hearts (2007), britský videofilm, režie Patrick Amery.
- Whistle and I'll Come to You (2010), britský televizní film, režie Andy De Emmony.
- Rats (2011), britský krátký film, režie Stephen Gray.
- Lost Hearts (2012), britský krátký film, režie Ed Chappell.
- The Tractate Middoth' (2013), britský televizní film, režie Mark Gatiss.
- The Wailing Well (2014), britský krátký film, režie Jamie Wheeler.[9]

## Česká vydání
- Oči plné děsu, Winston Smith, Praha 1992, přeložil Václav Kříž, obsahuje povídky  Album kanovníka Alberika, Mezzotinta, Jasan, Třináctka, Jen hvízdni, můj hochu, a budu tu hned, Poklad opata Thomase, Hrabě Magnus a Ztracená srdce.
- Výstraha zvědavcům Odeon, Praha 1997, přeložili Vladimíra a Zdeněk Beranovi, obsahuje povídky Mezzotinta, Jen hvízdni, chlapče, a já přiběhnu, Traktát Midot, Magická síla run, Martinův korec, Z dějin jedné katedrály, Jak zmizel a byl nalezen strýc Henry, Neobyčejná modlitební kniha, Pohled z kopce, Výstraha zvědavcům, Večerní vyprávění, Byl jednou jeden muž, jenž bydlel u hřbitova, Krysy a Sténající studna.
- Strašidelné spisy I. - Příběhy sběratele starožitností, Plus, Praha 2013, přeložili Vladimíra a Zdeněk Beranovi, první díl kompletního českého vydání autorova prozaického díla, svazek obsahuje povídky z let 1885-1919.
- Strašidelné spisy II. - Výstrahy zvědavcům, Plus, Praha 2014, přeložili Vladimíra a Zdeněk Beranovi, druhý díl kompletního českého vydání autorova prozaického díla, svazek obsahuje povídky od roku 1919 do roku 1936 a dále další povídky a fragmenty vydané posmrtně.